# Campeonato Mundial de Halterofilismo de 2021 - Até 49 kg feminino
A categoria até 49 kg feminino foi um evento do Campeonato Mundial de Halterofilismo de 2021, disputado em Tasquente, no Uzbequistão, no dia 8 de dezembro de 2021. 

## Calendário
Horário local (UTC+5)
| Dia           | Horário | Fase    |
| ------------- | ------- | ------- |
| 8 de dezembro | 13:00   | Grupo B |
| 8 de dezembro | 19:00   | Grupo A |

## Medalhistas
| Evento    | Ouro                     | Ouro   | Prata                 | Prata  | Bronze                  | Bronze |
| --------- | ------------------------ | ------ | --------------------- | ------ | ----------------------- | ------ |
| Arranque  | Surodchana Khambao (THA) | 86 kg  | Rira Suzuki (JPN)     | 78 kg  | Ýulduz Jumabaýewa (TKM) | 76 kg  |
| Arremesso | Surodchana Khambao (THA) | 105 kg | Ibuki Takahashi (JPN) | 101 kg | Rira Suzuki (JPN)       | 101 kg |
| Total     | Surodchana Khambao (THA) | 191 kg | Rira Suzuki (JPN)     | 179 kg | Ibuki Takahashi (JPN)   | 172 kg |

## Recordes
Antes desta competição, o recorde mundial da prova era o seguinte:
| Recorde         | Tipo      | Atleta                      | Peso   | Local     | Data                |
| Recorde Mundial | Arranque  | Hou Zhihui (CHN)            | 96 kg  | Tasquente | 17 de abril de 2021 |
| Recorde Mundial | Arremesso | Saikhom Mirabai Chanu (IND) | 119 kg | Tasquente | 17 de abril de 2021 |
| Recorde Mundial | Total     | Hou Zhihui (CHN)            | 213 kg | Tasquente | 17 de abril de 2021 |

## Resultado
Os resultados foram os seguintes. 
| Pos.              | Atleta                       | Grupo | Arranque (kg) | Arranque (kg) | Arranque (kg) | Arranque (kg)     | Arremesso (kg) | Arremesso (kg) | Arremesso (kg) | Arremesso (kg)    | Total |
| Pos.              | Atleta                       | Grupo | 1             | 2             | 3             | Resultado         | 1              | 2              | 3              | Resultado         | Total |
| ----------------- | ---------------------------- | ----- | ------------- | ------------- | ------------- | ----------------- | -------------- | -------------- | -------------- | ----------------- | ----- |
| Medalha de ouro   | Surodchana Khambao (THA)     | A     | 82            | 84            | 86            | Medalha de ouro   | 103            | 105            | 110            | Medalha de ouro   | 191   |
| Medalha de prata  | Rira Suzuki (JPN)            | A     | 78            | 81            | 81            | Medalha de prata  | 101            | 101            | 104            | Medalha de bronze | 179   |
| Medalha de bronze | Ibuki Takahashi (JPN)        | A     | 71            | 71            | 76            | 10                | 101            | 101            | 106            | Medalha de prata  | 172   |
| 4                 | Siti Nafisatul Hariroh (INA) | A     | 72            | 75            | 75            | 4                 | 92             | 95             | 97             | 5                 | 170   |
| 5                 | Stella Kingsley (NGR)        | A     | 68            | 72            | 74            | 9                 | 88             | 94             | 96             | 4                 | 168   |
| 6                 | Jhilli Dalabehera (IND)      | A     | 73            | 73            | 73            | 8                 | 91             | 94             | 97             | 6                 | 167   |
| 7                 | Bägül Berdiýewa (TKM)        | A     | 74            | 74            | 77            | 5                 | 92             | 95             | 95             | 8                 | 166   |
| 8                 | Elien Perez (PHI)            | A     | 73            | 73            | 77            | 7                 | 93             | 95             | 95             | 7                 | 166   |
| 9                 | María José Giménez (ESP)     | A     | 70            | 73            | 75            | 6                 | 90             | 94             | 94             | 9                 | 163   |
| 10                | Zukhra Otojonova (UZB)       | A     | 63            | 66            | 66            | 11                | 80             | 84             | 86             | 10                | 150   |
| 11                | Winnifred Ntumi (GHA)        | B     | 56            | 59            | 61            | 12                | 73             | 74             | 76             | 11                | 135   |
| 12                | Janet Oduor (KEN)            | B     | 40            | 45            | 50            | 13                | 50             | 55             | 58             | 12                | 103   |
| —                 | Ýulduz Jumabaýewa (TKM)      | A     | 76            | 76            | 79            | Medalha de bronze | 100            | 100            | 101            | —                 | —     |